# Demokratiska partiet (Thailand)
Demokratiska partiet (thai: พรรคประชาธิปัตย์) är ett thailändskt politiskt parti. Det är det äldsta partiet i Thailand och grundades som ett rojalistiskt parti; den upprätthåller nu en konservativ och marknadsvänlig position.
Demokratiska partiet fick sina främsta framgångar i parlamentet 1948, 1976 och 1996. Det har aldrig vunnit en parlamentarisk majoritet. Partiets valstödsbaser är södra Thailand och Bangkok, även om valresultaten i Bangkok har fluktuerat kraftigt. Sedan 2004 har demokraternas kandidater vunnit tre val till Bangkoks guvernörskap. Från 2005 till 2019 leddes Demokratiska partiet av Abhisit Vejjajiva, tidigare premiärminister.